# Union des professeurs de physique et de chimie
 (avril 2020).
Si vous disposez d'ouvrages ou d'articles de référence ou si vous connaissez des sites web de qualité traitant du thème abordé ici, merci de compléter l'article en donnant les références utiles à sa vérifiabilité et en les liant à la section « Notes et références ».
L'Union des professeurs de physique et de chimie (ou UdPPC) est une association de spécialistes française créée en 1906 et sise à Paris. D'après ses statuts, les objectifs de l'association sont d'« étudier et d'améliorer les conditions de l’enseignement de la physique et de la chimie » ainsi que de « centraliser et de fournir à ses membres des renseignements d’ordre pédagogique et technique relatifs à cet enseignement ». Elle regroupe principalement des enseignants du second degré (collège et lycée) mais aussi des professeurs de l'enseignement post-baccalauréat.

## Activités
L'UdPPC participe à l'organisation des Olympiades de Physique France (OdPF) et des Olympiades nationales de la chimie (ONC), et édite depuis 1907 Le Bup physique-chimie .
Un congrès, ouvert à tous les professeurs de physique et de chimie est organisé chaque année pendant quatre jours par une section académique différente.

## Membres d'honneur
En mars 2025, les membres d'honneur de l'association étaient :
- Alain Aspect
- Michel Boyer
- Claude Cohen-Tannoudji
- Françoise Combes
- Claudie Haigneré
- Jean-Marie Lehn
- Pierre Léna
- Valérie Masson-Delmotte
- Yves Quéré